# Привет семье!
«Приве́т семье́!» (англ. The Family Stone) — американский фильм 2005 года, снятый режиссёром Томасом Безучей, с голливудскими звёздами первой величины в главных ролях.

## Сюжет
Действие происходит в вымышленном городе Тайер в штате Массачусетс в рождественские праздники.
Семья Стоунов отличается редкостным единением и взаимопониманием. Глава семейства Келли Стоун — профессор колледжа. Мать, Сибил — жизнерадостная и хлебосольная домохозяйка. Позже выяснится, что под лёгкой улыбкой она, не желая никому испортить Рождество, мужественно скрывает от большинства дорогих ей людей свой только что подтверждённый безнадёжный диагноз. Как потом окажется, безуспешно — всё равно почти все всё знают и очень переживают за маму, но свято блюдут заданный ею заговор молчания.
У супругов Стоун пятеро детей, сумевших на праздники собраться в родительском доме:
- любимец и гордость семьи Эверетт, специалист по ценным бумагам из Нью-Йорка;
- беременная вторым ребёнком замужняя домохозяйка Сьюзан.
- Бен, живущий в далёкой Калифорнии, в Беркли, снимающий документальные фильмы и сильно пьющий;
- архитектор Тед, гей, приехавший со своим чернокожим партнёром Патриком, которого все здесь любят и со смехом вспоминают, как долго и трудно пришлось к этому привыкать. Тед страдает глухотой (хотя сам разговаривает), поэтому в его присутствии все домашние автоматически дублируют свои слова жестовой азбукой для глухих;
- одинокая школьная учительница Эмми.

Любимый старший сын на Рождество привозит в родительский дом невесту — коллегу, манхэттенскую бизнес-леди Мередит Мортон. И вся крепкая, добрая, любящая семья сразу же дружно отторгает её, самыми разными способами демонстрируя молодым своё решительное неприятие их намечающихся матримониальных планов.
Дело даже не в самой Мередит, она замечательный человек. Просто все Стоуны не только любят, но и хорошо знают и чувствуют Эверетта. Сибил, например, прямо говорит мужу, что сын совершает трагическую ошибку, а её уже не будет рядом, чтобы помочь исправить её. Умные, самостоятельные, состоявшиеся, но, как многие успешные молодые бизнесмены, эмоционально неопытные люди, жених и невеста приняли за любовь то глубокое профессиональное и человеческое уважение, которое испытывают друг к другу — необходимый, но, увы, совершенно недостаточный компонент настоящего семейного счастья.
Эверетт и Мередит обращаются за поддержкой к сестре последней, Джули. Та немедленно приезжает в Тайер, но её появление в семье Стоунов только запутывает ситуацию. Ещё больше усложняет её брат Эверетта, Бен, даже несмотря на то, что из всей семьи только он один явно ничего не имеет против Мередит…

## Название фильма
Оригинальное название «The Family Stone» дословно переводится как «Семейный камень». Имеется в виду фамильная драгоценность, бабушкино обручальное кольцо с бриллиантом, традиционно передающееся в семье Стоун из поколения в поколение, от матери будущей жене старшего сына, и поэтому играющее важную роль в развитии сюжета.
И одновременно оно является игрой слов — инверсией словосочетания «семья Стоун» (The Stone Family).

## В ролях
| Актёр                | Роль                               |
| -------------------- | ---------------------------------- |
| Сара Джессика Паркер | Мередит Мортон                     |
| Клэр Дэйнс           | Джули Мортон, сестра Мередит       |
| Дайан Китон          | Сибил Стоун, мать                  |
| Крэйг Т. Нельсон     | Келли Стоун, отец                  |
| Дермот Малруни       | Эверетт Стоун, старший сын         |
| Люк Уилсон           | Бен Стоун, средний сын             |
| Тайрон Джиордано     | Тед Стоун, младший сын             |
| Элизабет Ризер       | Сюзан Стоун Тросдейл, старшая дочь |
| Рэйчел Макадамс      | Эмми Стоун, младшая дочь           |
| Брайан Дж. Уайт      | Патрик Томас, партнёр Теда         |
| Пол Шнейдер          | Брэд Стивенсон, друг Эмми          |